# Ян Марек Ґіжицький
Ян Марек Антоній Ґіжицький (пол. Jan Marek Antoni Giżycki, псевдо: Волиняк, Марек Ґоздава, Кристин Мазовєцкі, Смора, Теофілополітанус; 7 травня 1844, Михнівка, Старокостянтинівський повіт, Волинська губернія — 27 червня 1925, Краків) — польський історик, дослідник історії церкви на Волині та історії шкільництва і чернечих орденів у Литві, Білорусі, Польщі і Україні.

## Життєпис
Народився в селі Михнівка Старокостянтинівського повіту Волинської губернії в шляхетській сім'ї Казимира Ґіжицького і Анни з роду Жуковських. Дитячі роки проводив у Богданівці на Волині. В 1854 р. вступив до т. зв. шляхетської школи в Чорнім Острові. По кількох роках перейшов до Кам'янець-Подільської гімназії. 1865 р. закінчив гімназійну науку в Рівному і вступив до Одеського університету на відділ права. В 1866 р. переїхав до університету в Тарту, де вивчав порівняльні слов'янську і німецьку філології (1866—1870).
1876 р. оженився з Модестою Леснєвич (Leśniewicz), мав двох синів і дві дочки. Протягом 1870—1895 років працював гімназійним вчителем у Тарту, Мітаві, Кракові, вихователем дітей у родині князів Чорторийських. З 1895 року постійно мешкав у Кракові. Часто перебував на Волині, досліджував родинні архіви місцевої шляхти.
Вже під час навчання в гімназії розпочав дослідження історії польського шкільництва, особливо монастирського, а потім перейшов на дослідження історії чернечих орденів, користаючи з монастирських і шкільних архівів, часто важкодоступних і невпорядкованих. Залишив великий науковий доробок. По смерті Ґіжицького, його бібліотеку перебрали Польська Академія Знань, Бібліотека Яґелонського університету, Оссолінеум і львівські василіяни. Кореспонденція зберігалася в Польській Національній Бібліотеці у Варшаві, але під час Варшавського повстання згоріла.

## Праці
- Wołyniak (Giżycki J.M.). Spis klasztorów unickich Bazylianów w wojewodztwie Wołyńskiem / Jan Marek Gizycki. — Kraków: druk W. L. Anczyca i Spółki, 1905. — 145 s.;
- Wołyniak (Giżycki J.M.). Bazylianie w Owruczu // Przewodnik naukowy i literacki. — 1910. — S. 929—940, 1010—1029; 1911. — S. 63–70, 146—165, 269—278, 366—374, 445—454.
- Wołyniak (Giżycki J.M.). Bazylianie we Włodzimierzu i Truhórach. — Kraków: nakładem kilku ziemian Wołyńskich, 1912. — VIII, 173 s.
- [Giżycki J.M.] Wołyniak. O szkole powiatowej w Poczajowie [Архівовано 7 червня 2014 у Wayback Machine.] // Przewodnik Naukowy i Literacki. — 1905. — R. 33. — N. 2. — S. 163—175.
- Wołyniak. Resztki Unii na Wołyniu w XIX wieku na podstawie pamiętników Siemaszki i innych zródeł oficialnych. — Poznań: nakładem autora, 1912. — 66 s.
- Wołyniak. Trynitarze na Wołyniu, Podolu i Ukrainie. — T.1. — Kraków: druk W. L. Anczyca i Spółki, 1909. — XVII, 521 s.; T.2. — Kraków: druk W. L. Anczyca i Spółki, 1912. — 143 s.
- Wołyniak. Wspomnienie o Trynitarzach na Wołyniu, Podolu i Ukrainie. — Kraków, 1909. — 112 s.
- Wołyniak. Z przeszłości karmelitów na Litwie i Rusi. — Kraków: druk W. L. Anczyca i Spółki, 1918. — Cz. 1. — XVIII, 521 s.
- Wołyniak. Z przeszłości karmelitów na Litwie i Rusi. — Kraków: druk W. L. Anczyca i Spółki, 1918. — Cz. 2. — 251 s.
- Wołyniak (Gizycki J.M.) Spis ważniejszych miejscowości w powiecie Starokonstantynowskim na Wołyniu / Jan Marek Gizycki. — Stary-Konstantynów: nakładem niektórych ziemian wołyńskich, 1910. — 767 s.
- Wołyniak. Z przeszłości Hoszczy na Wołyniu. — Kraków, [b.r]. — 73 s.
- Wołyniak. O bazylianach w Humaniu // Przewodnik Naukowy i Literacki. — 1899. — R. 27. — S. 456—464, 562—570, 657—664, 744—752, 845—858, 938—946, 1031—1043, 1136—1182.